# Jan Wildens

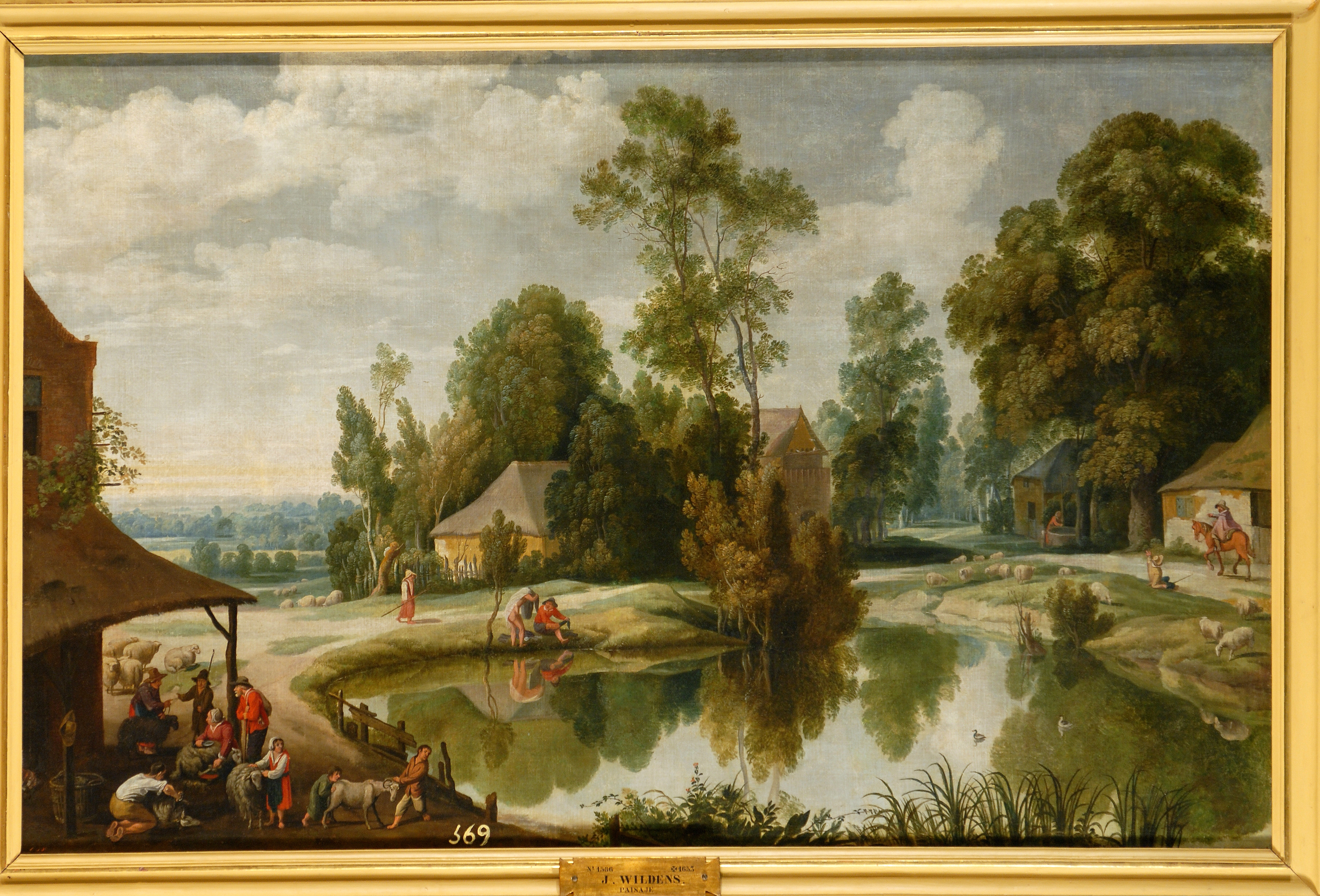
Paisatge arbrat amb cases, un camí per on cavalca un genet i grups d'esquiladors treballant a la riba d'una llacuna. Obra pertanyent a la Biblioteca Museu Víctor Balaguer.

Jan Wildens (Anvers,1586-1653) fou un pintor i dibuixant, representant del barroc flamenc. La seva especialitat eren els paisatges, on sovint apareixen escenes de caça o costumistes. Col·laborà freqüentment al taller de Rubens.
Fou aprenent de Pieter Verhulst, i el 1604 entrà en qualitat de mestre al Gremi de Sant Lluc d'Anvers. En aquest primer període es poden reconèixer en l'obra de Wildens influències de 
Jan Brueghel el Vell o Adriaen van Stalbent entre d'altres.
L'any 1613 marxa a Itàlia i allà les seves obres reben la influència de Paul Brill i quan tornà a Anvers el 1616 es converteix en un col·laborador freqüent al taller de Rubens
on es dedica a realitzar els paisatges i segons plànols de les composicions de temàtica històrica com ara El rapte de les filles de Leucip.
Les seves obres es poden trobar arreu del món: a la Alte Pinakothek de Múnic, al Museu d'Història de l'Art de Viena (Kunsthistorisches Museum) o al Museu d'Art de Cleveland (Ohio, Estats Units). A Catalunya, a la Biblioteca Museu Víctor Balaguer es pot trobar l'obra Paisatge amb esquiladors.